# Луси (Сянси)
Луси́ (кит. упр. 泸溪, пиньинь Lúxī) — уезд Сянси-Туцзя-Мяоского автономного округа провинции Хунань (КНР).

## История
Во времена империи Тан в 619 году из уезда Юаньлин был выделен уезд Луси (卢溪县). Во времена империи Цин в 1649 году написание названия уезда было изменено на современное.
После образования КНР в 1949 году был создан Специальный район Юаньлин (沅陵专区), и уезд вошёл в его состав. В августе 1952 года специальный район Юаньлин был расформирован, и уезд перешёл в состав Сянси-Мяоского автономного района окружного уровня (湘西苗族自治区).
28 апреля 1955 года Сянси-Мяоский автономный район был переименован в Сянси-Мяоский автономный округ (湘西苗族自治州).
20 сентября 1957 года Сянси-Мяоский автономный округ был переименован в Сянси-Туцзя-Мяоский автономный округ.

## Административное деление
Уезд делится на 7 посёлков и 4 волости.